# Вечори французького кіно
«Вечори французького кіно» — щорічний фестиваль найгучніших французьких кінопрем'єр в Україні. Колекцію сучасних і найкращих французьких фільмів абсолютно різних жанрів і напрямів глядачам по всій Україні представляють компанія «Артхаус Трафік» та Французький Інститут в Україні.
2006 року вперше в Україні відбувся допрем'єрний показ французьких фільмів «Вечори французького кіно» за підтримки Посольства Франції в Україні та Французьким культурним центром.
З 2008 року компанія «Артхаус Трафік» — співорганізатор та укладач цієї програми.

## І фестиваль, 2006
Дата проведення: 1 — 4 лютого 2006 р.
Організатори: Посольство Франції в Україні та Французький культурний центр.
Місце проведення: м. Київ (кінотеатр «Україна», 1 — 4 лютого).
У програмі:
- «Дитина» / Ребенок, режисери: Жан-П'єр, Люк Дарденн, драма, фільм французькою мовою з російськими субтитрами;
- «Йди, живи і рости» / Иди, живи и расти, режисер — Рад Михайлен;
- «Тридцять п'ять і ще трохи» / Тридцать пять с небольшим, режисер — Сесіль Телерман;
- «Один уходить…інший залишається» / Один уходит… другой остается, режисер — Клод Беррі.

## ІІ Фестиваль, 2007
Дата проведення: 31 січня — 26 лютого 2007 року
Організатори: Посольство Франції в Україні і Французький культурний центр.
Місце проведення: м. Київ (кінотеатр «Україна», 31 січня — 3 лютого); м. Львів (кінотеатр «Кінопалац-Коперник», 3 — 6 лютого), м. Одеса (кінотеатр «Маски», 7 — 10 лютого), м. Севастополь (кінотеатр «Победа», 12 — 15 лютого), м. Харків (кінотеатр «Боммеръ», 16 — 19 лютого), м. Донецьк (Театр кіно ім. Тараса Шевченка, 21 — 24 лютого), м. Дніпропетровськ, зараз Дніпро (кінотеатр «Мост-Кино», 23 — 26 лютого).
У програмі:
- «13 Tzameti» (2005), режисер — Ґела Баблуані; фільм французькою мовою з російськими субтитрами;
- «В Парижі» / Dans Paris (2006), режисер — Крістоф Оноре; фільм французькою мовою з російським синхронним перекладом;
- «Тубільці» / Indigènes (2005), режисер — Рашид Бушареб; фільм французькою мовою з російським синхронним перекладом;
- «Азюр та Асмар» / Azur et Asmar (2005), режисер — Мішель Осело; анімаційний фільм; фільм французькою мовою з російським синхронним перекладом.

## ІІІ Фестиваль, 2008
Дата проведення: 7 лютого — 2 березня 2008 р.
Організатори: Посольство Франції в Україні, компанія «Артхаус Трафік», Французький культурний центр та мережа парфумерних магазинів BROCARD.
Місце проведення: м. Київ (кінотеатр «Україна», 7 — 10 лютого); м. Львів (кінотеатр «Кінопалац-Коперник», 24 — 27 лютого), м. Одеса (кінотеатр «Маски», 21 — 24 лютого), м. Севастополь (кінотеатр «Победа», 28 лютого — 2 березня), м. Харків (кінотеатр «Боммеръ», 10 — 13 лютого), м. Донецьк (Театр кіно ім. Тараса Шевченка, 14 — 17 лютого), м. Дніпропетровськ (кінотеатр «Мост-Кино», 16 — 19 лютого).
У програмі:
- «Спадок» / Наследство, режисери Гела і Темур Баблуані;
- «Персеполіс» — анімаційний фільм;
- «Гість» / Гость, режисер — Данієль Отей;
- «На ринзі» / На рингу, режисер — Мігалі Рішар-Серрано, спортивна драма.

## IV Фестиваль, 2009
Дата проведення: 29 січня — 31 березня 2009 р.
Організатори: компанія «Артхаус Трафік», Французький культурний центр.
Місце проведення: м. Київ (кінотеатр «Україна», з 29 січня — 4 лютого), м. Харків, м. Львів, м. Донецьк, м. Запоріжжя, м. Дніпропетровськ, м. Одеса, м. Севастополь.
У програмі:
- «Клас» / Класс / ENTRE LE MURS (Франція), режисер — Лоран Канте;
- «Очаровашка» / LA BELLE PERSONNE (Франція), режисер — Крістоф Оноре;
- «Ті, хто залишаються» / Те, кто остаются, режисер — Анн Ле Ні, стрічка номінова на премію «Сезар»;
- «Крутий папаша» / Крутой папаша (Франція), режисер — Данієль Отей
- «Година нуль» / Час ноль (Франція), режисер — Паскаль Том, за романом Агати Крісті;
- «Страх темряви» / Страх(и) темноты, спецпроєкт фестивалю — альманах чорно-білих анімаційних жахів.

## V Фестиваль, 2010
Дата проведення: з 28 січня 2010 р.
Організатори: компанія «Артхаус Трафік», Французький культурний центр.
Місце проведення: м. Київ (кінотеатр «Україна», з 28 січня), м. Харків, м. Львів, м. Донецьк, м. Запоріжжя, м. Дніпропетровськ, м. Одеса, м. Севастополь.
У програмі:
- «Мої зірки і я» / «Мои звезды и я», режисер — Летіція Коломбані;
- «LOL», режисер — Лузі Азуелос, молодіжна комедія з Софі Марсо у головній ролі;
- «Луїза-Мішель», абсурдистська комедия, отримала спеціальний приз на кінофестивалі Sundance 2010;
- «Клиентка французского жиголо», режисер — Жозіан Баласко;
- «Париж! Париж!», режисер Крістоф Барратьє, романтичний ретро-мюзикл.

## VI Фестиваль, 2011
Усі фільми демонструвались на мові оригіналу з субтитрами.
Дата проведення: з 27 січня 2011 року.
Організатори: компанія «Артхаус Трафік», Французький культурний центр.
Місце проведення: м. Київ (кінотеатр «Україна», з 27 січня), м. Харків, м. Львів, м. Донецьк, м. Запоріжжя, м. Дніпропетровськ, м. Одеса, м. Севастополь.
У програмі:
- «Притулок» / Le Refuge (Франція, 2009), режисер — Франсуа Озон, драма;
- «Гума» / RUBBER, режисер — Квентін Дюпьє, треш-хоррор-комедія;
- «Моя дівчинка не хоче» / Non ma fille, tu n'iras pas danser (Франція, 2009), режисер — Крістоф Оноре;
- «Завірена копія» / Copie Conforme (Франція, Італія, Іран, 2010), режисер — Аббас Кіаростамі;
- «Останній романтик планети земля» / Les derniers jours du monde (Франція, Іспанія, Тайвань, 2009), режисери — Арно Ларьє, Жан-Марі Ларьє, головна роль — Матьє Амальрік, фантастичний-апокаліптичний фільм.

## VII Фестиваль, 2012
На фестивалі  було представлено п'ять стрічок 2011 року. Фільми демонструвалися французькою мовою з українськими субтитрами.
Дата проведення: з 26 січня 2012 року.
Організатори: компанія «Артхаус Трафік», Французький культурний центр.
Місце проведення: м. Київ (з 26 січня); м. Львів (з 23 лютого), м. Одеса (з 1 лютого), м. Харків (з 2 лютого), м. Донецьк (з 16 лютого), м. Дніпропетровськ (26 січня), м. Запоріжжя (з 26 січня), м. Чернівці (з 26 січня), м. Вінниця (з 2 лютого).
У програмі:
- «Мій найстрашніший кошмар» / MON PIRE CAUCHEMAR (Франція, Бельгія, 2011), режисер — Анн Фонтен;
- «Артист» / THE ARTIST (Франція, Бельгія), режисер — Мішель Хазанавичус, німе кіно XXI століття ;
- «Дівчинка-шибайголова» / TOMBOY (Франция, 2011), режисер — Сєлін Шьямма ;
- «17 дівчат» / 17 FILLES (Франція, 2011), режисер — Дельфін Кулен, Мюрієль Кулен;
- «Далеко по сусідству» / QUARTIER LOINTAIN (Франція, Німеччина, Бельгія, Люксембург), режисер — Сем Гарбарські (демонструвався російською мовою з українськими субтитрами).

## VIII Фестиваль, 2013
Вечори французького кіно із Citroen. Фільми транслювалися мовою оригіналу з українськими субтитрами.
Дата проведення: 24 січня — 10 лютого 2013 року.
Організатори: компанія «Артхаус Трафік», Французький культурний центр та компанія Citroёn.
Місце проведення: м. Київ (24 — 30 січня); м. Одеса (24 — 30 січня), м. Львів (з 1 лютого), м. Харків (з 31 січня), м. Донецьк (з 21 лютого), м. Дніпропетровськ (з 31 січня), м. Чернівці (з 7 лютого), м. Вінниця (з 22 лютого), м. Запоріжжя (з 7 березня).  
У програмі:
- вінтажна комедія «Любов на кінчиках пальців» / Populaire (2012), режисер — Режі Ронсар;
- любовна комедія «Психи» / OUF (2013), режисер — Янн Корідіан;
- драма «Рай чудовиськ» / Le Paradis des bêtes (2012), режисер — Естель Ларрівас;
- чорна комедія «Шерех на кубиках льоду» або "Шерех кубиків льоду / Le Bruit des glaçons, режисер — Бертран Бліє;
- комедія в стилі панк «Велика вечірка» / Le grand soir (Франція, Бельгія, 2012), режисери — Гюстав де Керверн, Бенуа Делепін.

## ІХ Фестиваль, 2014
Вечори французького кіно із Citroen. Фільми транслювалися мовою оригіналу з українськими субтитрами.
Дата проведення: з 23 січня 2014 р.
Організатори: компанія «Артхаус Трафік», Французький культурний центр та компанія Citroёn.
Місце проведення: м. Київ (кінотеатр «Київ», з 23 січня); м. Львів (кінотеатр «Кінопалац-Коперник», з 23 січня), м. Одеса (кінотеатр «Батьківщина», з 23 січня), м. Харків («Боммер», з 30 січня), м. Дніпро (кінотеатр «Кіностанція», з 23 січня), м. Вінниця (кінотеатр «Батьківщина», з 31 січня), м. Чернівці (кінотеатр «Кінопалац-Чернівці», з 23 січня), м. Запоріжжя (кінотеатр ім. Довженко, з 30 січня), м. Донецьк (кінотеатр «Звездочка», з 23 січня).
У програмі:
- «Найкращі дні попереду» / Les beaux jours  (Франція, 2013), режисер — Марион Верну;
- «Замок в Італії» / Un château en Italie (Франція, 2013), режисер — Валерія Бруні-Тедеськи;
- «По сигарети» / Elle s'en va (Франція, 2013), режисер — Емманюель Берко;
- «Гранд Централ. Атомне кохання» / Grand Central (Австрія, Франція, 2013), режисер — Ребекка Злотовскі;
- «9 місяців суворого режиму» / 9 mois ferme (Франція, 2013), режисер — Альбер Дюпонтель.

## Х Фестиваль, 2015
«У 2015-му фестиваль відзначає ювілей: ось уже десятий рік поспіль українські глядачі отримують чудову можливість подивитися, чим живе і надихається сучасне французьке кіно. Про кожний фільм програми можна розповідати годинами, але краще, звичайно, все це побачити на великому екрані, в кінотеатрі…», — поділився з Cultprostir Ілля Дядик програмний директор «Артхаус трафік», співорганізатор фестивалю.
Дата проведення: 29 січня — 26 лютого 2015 року.
Організатори: компанія Arthouse Traffic і Французький інститут в Україні.
Місце проведення: м. Київ (кінотеатр «Київ», з 29 січня); м. Львів (кінотеатр «Кінопалац-Коперник», з 5 лютого), м. Одеса (кінотеатр «Батьківщина», з 29 січня), м. Харків («Kronverk Cinema» в ТРЦ «Дафі», з 5 лютого), м. Дніпро (кінотеатр «Мост-Кино», з 16 лютого), м. Вінниця (кінотеатр «Батьківщина», з 6 лютого), м. Чернівці (кінотеатр «Кінопалац-Чернівці», з 5 лютого), м. Запоріжжя (кінотеатр ім. Довженко, з 12 лютого), м. Маріуполь (кінотеатр «Победа», з 5 лютого).
У програмі:
- «Жінка на двір'ї» або «Жінка на подвір'ї» (Франція, 2014), режисер — П'єр Сальвадорі;
- «Прощай, мово 3D» / Adieu au langage (Франція, 2014), режисер — Жан-Люк Годар;
- «Божевільне весілля»/ Qu'est-ce qu'on a fait au Bon Dieu? (Франція, 2014), режисер — Филипп де Шоврон, весела комедія про кохання та толерантоність;
- «Любов – це ідеальний злочин» / L'amour est un crime parfait (Франція, Швейцарія, 2013), режисер — Арно Лар'є, Жан-Марі Лар'є;
- «Зільс-Марія» / Clouds of Sils Maria (Франція, Швейцарія, Німеччина, 2014), режисер — Олів'є Ассаяс, учасник конкурсної програми Каннського кінофестивалю.

## XI Фестиваль, 2016
Дата проведення: з 28 січня 2016 року.
Організатори: компанія Arthouse Traffic і Французький інститут в Україні.
Місце проведення: м. Київ (кінотеатр «Київ», 28 січня — 3 лютого); м. Одеса (кінотеатр «Батьківщина», 11 — 17 лютого), м. Львів (кінотеатр "Кінопалац «Коперник», 18 — 24 лютого), м. Харків (кінотеатр «8 1/2», 4-7 лютого), м. Дніпро (кінотеатр «Правда-Кино», 3 — 7 лютого), м. Чернівці (кінотеатр "Кінопалац «Чернівці», 18 — 24 лютого), м. Вінниця (кінотеатр «Батьківщина», 19 — 25 лютого), м. Запоріжжя (кінотеатр ім. Довженко, 18 — 24 лютого), м. Маріуполь (кінотеатр «Победа», 18 — 24 лютого).
У програмі:
- «Меріленд» / MARYLAND (Франція, Бельгія, 2015), режисер Аліс Винокур — фільм церемонії відкриття, ліричний трилер, учасник програми «Особливий погляд» Каннського кінофестивалю;
- «Діпан» / DHEEPAN (Франція, 2015) — останній фільм Жака Одіяра, володар золотої пальмової гілки Канн 2015 року;
- «Ані хвилини спокою» / UNE HEURE DE TRANQUILLITÉ (Франція, 2014) — драматургічна комедія Патріса Леконта з Крістіаном Клавьє;
- «Друзі» / LES DEUX AMIS (Франція, 2015), режисер — Луї Гаррель;
- «Мій король» / MON ROI (Франція, 2015), режисер — Майвенн Ле Беско.

## XII Фестиваль, 2017
Дата проведення: з 25 січня 2017 року.
Організатори: компанія Arthouse Traffic і Французький інститут в Україні.
Місце проведення: м. Київ (Культурний центр "Кінотеатр «Київ», з 28 січня 2017); м. Одеса та м. Харків (з 27 січня), м. Дніпро (з 15 лютого), м. Чернівці (з 9 лютого), м. Вінниця (з 3 лютого), м. Львів, м. Суми, м. Маріуполь і м. Запоріжжя (з 23 лютого).
У програмі:
- «Вічність» / Éternité (Франція, 2016), режисер — Чан Ань Хунг;
- «Ілюзія кохання» / Mal de pierres (Франція, Бельгія, Канада, 2016), режисер — Ніколь Гарсія;
- «Комівояжер» / Forushande (Іран, Франція, 2016), режисер — Асгар Фархаді;
- «Червона черепаха» / LA TORTUE ROUGE (Франція, Японія, 2016), режисер — Міхаель Дюдок де Віт; анімаційний фільм;
- «Прекрасні дні в Аранхуесі» / Les beaux jours d'Aranjuez (Франція, Німеччина, 2016), режисер — Вім Вендерс.